# Pepsi Cola (Radsportteam, 1965–1968)
Pepsi Cola oder Vittadello war ein italienisches Radsportteam, das von 1965 bis 1968 bestand. Nicht zu verwechseln mit dem Team Pepsi Cola-Alba Cucine oder Pepsi Cola (Radsportteam, 1969).

## Geschichte
Das Team wurde 1965 gegründet. 1965 konnte neben den Siegen Platz 2 bei der Coppa Sabatini, Platz 3 beim Giro della Toscana und Platz 4 bei Mailand–Vignola errungen werden. 1966 konnten zweite Plätze beim Giro di Sardegna, beim Gran Premio Città di Camaiore, der Coppa Placci und bei der Col San Martino sowie ein achter Platz bei der Lombardei-Rundfahrt realisiert werden. 1967 erzielte das Team Platz 3 beim Giro dell’Appennino, vierter Plätze 4 beim GP Alghero und bei Mailand–Vignola sowie Platz 7 bei der Lombardei-Rundfahrt. 1968 konnten zweite Plätze bei der Trofeo Matteotti, dem Giro dell’Emilia, der Tre Valli Varesine, der Coppa Sabatini und dritte Plätze bei Mailand–Turin, dem Giro del Veneto und dem Gran Premio Industria e Commercio di Prato sowie Platz 4 bei der Coppa Sabatini erwirken. Nach der Saison 1968 löste sich das Team auf.
Hauptsponsor von 1965 bis 1967 war der gleichnamige italienischer Hersteller von Bekleidung. 1968 unterstützte PepsiCo mit ihrem Markenname das Team.

## Erfolge
1965
- zwei Etappen Giro d’Italia
- Gran Premio Cemab

1966
- drei Etappen Giro d’Italia
- Gesamtwertung und zwei Etappen Tour de Suisse
- Mailand-Turin

1967
- zwei Etappen Giro d’Italia
- eine Etappe Tirreno–Adriatico
- Gran Piemonte
- Coppa Sabatini
- Giro dell’Emilia
- Giro della Provincia di Reggio Calabria
- Gran Premio Montelupo
- Grand Prix Robbiano
- Corsa Coppi

1968
- Gesamtwertung und eine Etappe Paris–Luxemburg
- Trofeo Laigueglia
- Giro del Lazio
- Giro della Provincia di Reggio Calabria
- eine Etappe Tour de Romandie
- Schweizer Meister – Straßenrennen

## Monumente-des-Radsports-Platzierungen
| Monument            | 1965 | 1966 | 1967 | 1968 |
| ------------------- | ---- | ---- | ---- | ---- |
| Mailand–Sanremo     | –    | 16   | 11   | 18   |
| Lombardei-Rundfahrt | 19   | 8    | 7    | 8    |

## Grand-Tour-Platzierungen
| Grand Tour            | 1965 | 1966 | 1967 | 1968 |
| --------------------- | ---- | ---- | ---- | ---- |
| Vuelta a EspañaVuelta | –    | –    | 22   | –    |
| Giro d’ItaliaGiro     | 16   | 9    | 12   | 6    |

## Bekannte Fahrer
- Aldo Pifferi (1965–1968)
- Graziano Battistini (1965–1968)
- Severino Andreoli (1965–1967)
- Vito Taccone (1966)
- Michele Dancelli (1967–1968)